# The Blind Goddess (1926)
The Blind Goddess is een Amerikaanse dramafilm uit 1926 onder regie van Victor Fleming. Destijds werd de film in Nederland uitgebracht onder de titel Een verwoest vrouwenleven.

## Verhaal
De gevierde politicus Bill Devens is van bescheiden komaf. Zijn vrouw heeft hem 20 jaar geleden verlaten en zijn dochter Moira denkt dat ze dood is. Moira heeft een oogje op de advocaat Hugh Dillon en haar vader regelt een baan voor hem als officier van justitie. Op een nacht keert zijn vrouw terug om vergiffenis te vragen. De volgende dag wordt Devens vermoord teruggevonden. De verdenking valt meteen op zijn ex-vrouw.

## Rolverdeling
| Acteur          | Personage             |
| --------------- | --------------------- |
| Jack Holt       | Hugh Dillon           |
| Ernest Torrence | Bill Devens           |
| Esther Ralston  | Moira Devens          |
| Louise Dresser  | Eileen Clayton        |
| Ward Crane      | Tracy Redmond         |
| Richard Tucker  | Henry Kelling         |
| Louis Payne     | Taylor                |
| Charles Clary   | Officier van justitie |
| Erwin Connelly  | Hoofdinspecteur       |
| Charles Lane    | Rechter               |